# Ayman Aiki
Ayman Aiki (* 25. června 2005) je francouzský profesionální fotbalista, který hraje na pozici útočníka za klub AS Saint-Étienne.

## Klubová kariéra
Aiki se narodil v Champigny-sur-Marne a svou kariéru začal v Bry FC a RC Joinville. V roce 2020 přestoupil do Saint-Étienne. Během sezóny 2021/22 hrál Aiki za tým do 19 let a byl považován za "největší útočný talent" v mládežnické akademii Sainté. Přestože mu bylo teprve 16 let, zúčastnil se také několika zápasů rezervního týmu v Championnat National 3.
Dne 8. června 2022 podepsal Aiki svou první profesionální smlouvu se Saint-Étienne, která měla trvat až do roku 2025. Stal se prvním hráčem v klubu narozeným v roce 2005, který podepsal profesionální smlouvu. 30. července Aiki debutoval za Saint-Étienne v Ligue 2 při porážce 2:1 s Dijonem. V tomto zápase také vstřelil jediný gól svého týmu poté, co nastoupil jako náhradník. Ve věku 17 let a 35 dnů se stal nejmladším hráčem, který vstřelil ligový gól za Saint-Étienne.

## Reprezentační kariéra
Aiki obdržel své první povolání do francouzského národního týmu U17 v listopadu 2021. V roce 2022, byl zařazen do týmu pro Mistrovství Evropy ve fotbale hráčů do 17 let 2022 v Izraeli. Během druhého zápasu skupinové fáze Francie proti Bulharsku vstřelil Aiki gól, kterým přispěl k vítězství svého týmu 4:0. Francie turnaj nakonec vyhrála.

## Osobní život
Aiki se narodil ve Francii a je původem z Burkiny Faso. Má francouzské i burkinské občanství.

## Úspěchy
Francie U17
- Mistrovství Evropy ve fotbale hráčů do 17 let: 2022